# سفیوس پادشاه اتیوپیا

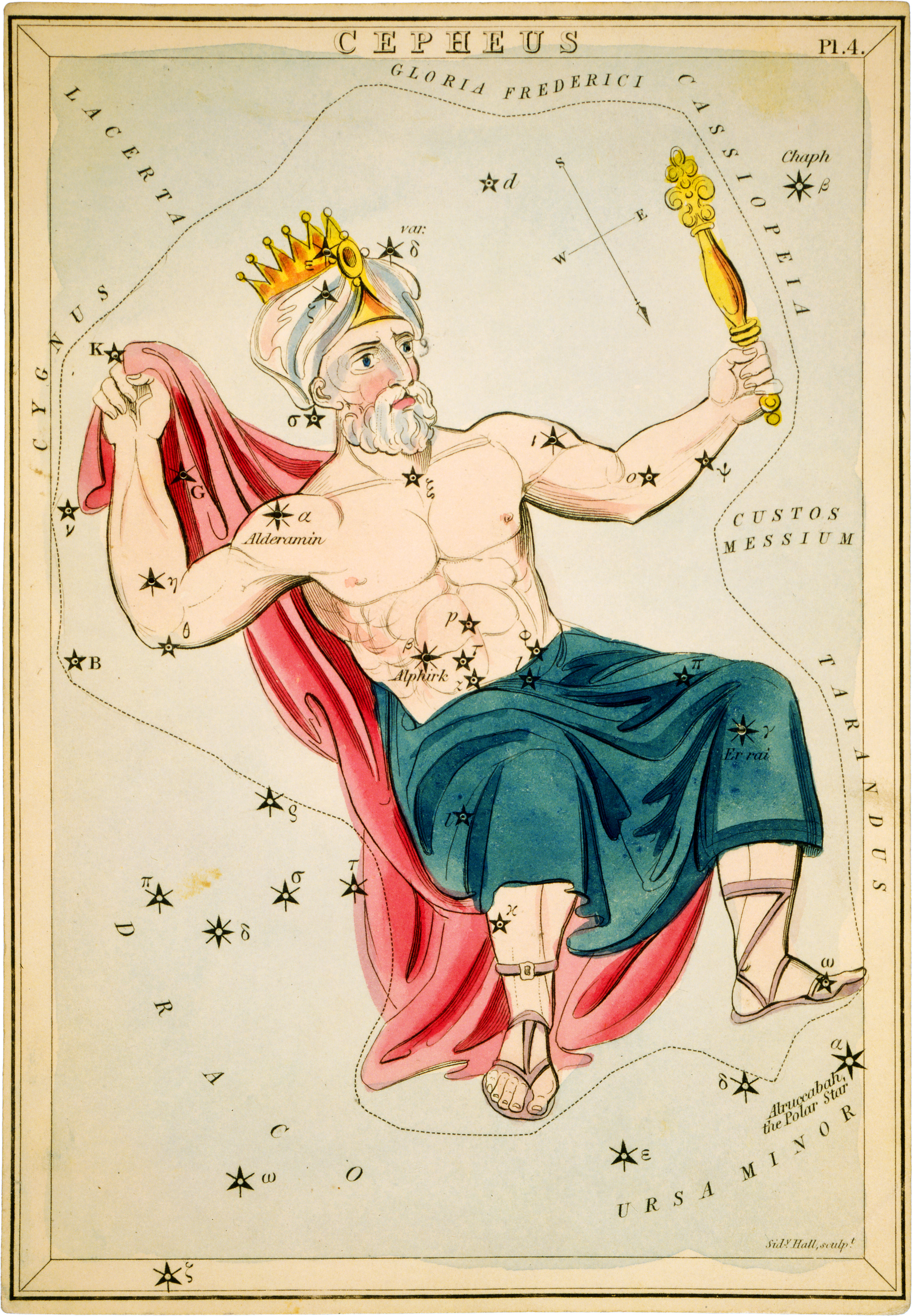

در اساطیر یونانی، سفیوس (/ˈsi:fiəs, -fju:s/؛ یونانی باستان: Κηφεύς Kepheús(کفیوس، کفئوس، سفئوس)) پادشاه اتیوپی و پدر آندرومدا، شاهزاده خانمی بود که توسط قهرمان پرسئوس نجات می‌یابد.

## روایت اسطوره

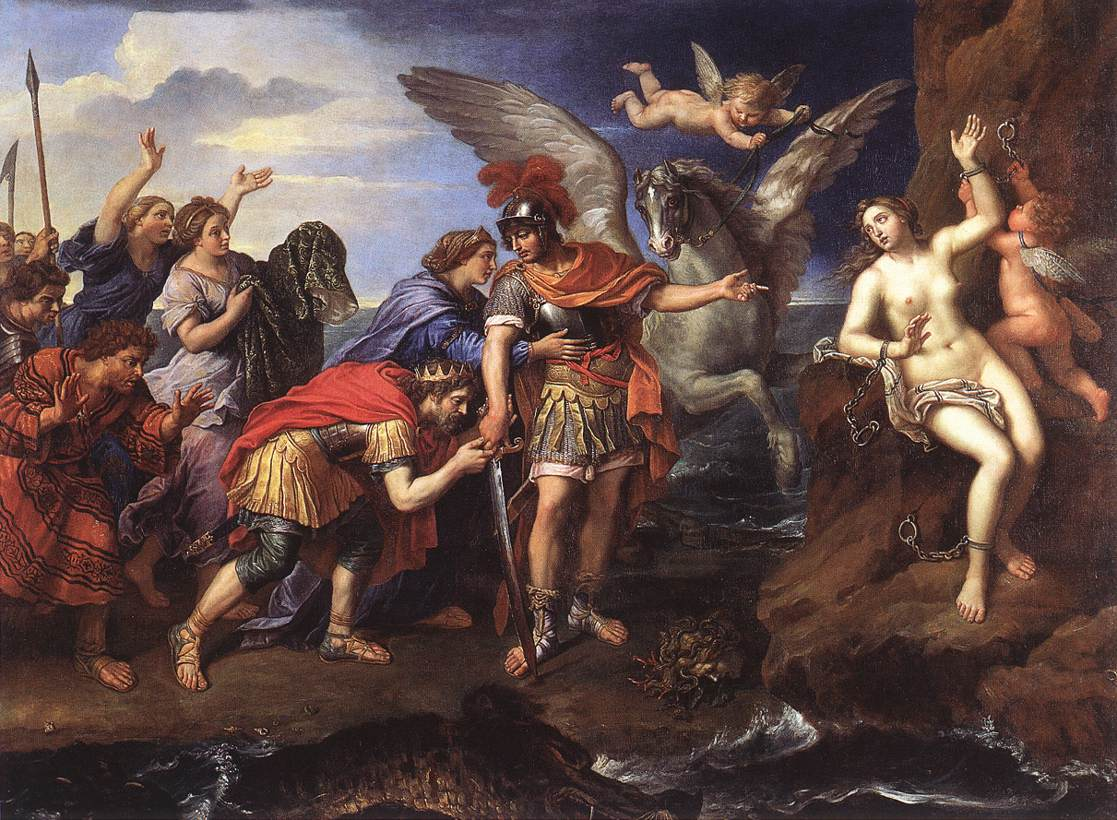
آندرومدا و پرسه‌ئوس – اثر پی‌یر مینیار

هنگامی که پرسئوس قهرمان یونانی از شکست دادن و کشتن مدوسا بازمی‌گشت، در کشور اتیوپیا توقف کرد. کاسیوپیا، زن پادشاه به زیبایی خود و دخترش آندرومدا بسیار می‌بالید و در آن باره داد سخن می‌داد و می‌گفت: «ما حتی از نرئیدها(Nereids، پریان دریایی) هم زیباتریم.»
وقتی این حرف به گوش پریان رسید، به مادر و دختر حسد بردند و به پوزئیدون خدای دریاها شکایت کردند و از او خواستند تا کاسیوپیا را ادب کند، پوزئیدون چون حس کینه‌توزی و انتقام جویی اش تحریک شده بود، با این درخواست آن‌ها موافقت کرد و سیلی سهمگین بر پادشاهی اتیوپیا نازل کرد و کتوس (Cetus, Ketos) هیولای وحشتناک دریا را احضار نمود و به او گفت:به ساحل سرزمین کاسوپیا برو، آنجا را ویران کن و همهٔ مردم و احشام را بکش.
کتوس به شکل یک وال عظیم‌الجثه فوراً مأموریتش را آغاز کرد و ویرانی بسیاری به بارآورد. مردم وحشتزده جمع شدند و از پادشاهشان خواستند آن‌ها را نجات دهد. شاه بناچار از غیبگوی آپولو چاره جویی کرد و وی به شاه و ملکه گفت که این بلا از شما و مردمتان دور نخواهد شد، مگر اینکه دختر زیبایتان آندرومدا را قربانی هیولای دریایی کنید.
به این ترتیب، آندرومدا را لخت به صخره‌های ساحل زنجیر و برای کتوس مهیا کردند. وقتی هیولا قربانی را دید، قتل و ویرانگری را رها کرد و به طرف قربانی رفت. پرسئوس که آنجا بود، هیولا را کشت و با آزاد کردن آندرومدا، ازدواج با وی را خواستار شد. در برخی از نسخه‌های داستان آمده که پرسئوس با صندل‌های پرندهٔ هرمس بر فراز دریا پرواز کرد. از ظاهر برخی دیگر از روایات هم چنین برمی آید که سوار بر پگاسوس شده باشد.
قبلاً آندرومدا را برای ازدواج با فینئوس (Phineus) برادر پادشاه در نظر گرفته بودند، اما علی‌رغم این وعده، پرسئوس و آندرومدا با هم ازدواج کردند. در مراسم عروسی، کشمکشی بین حریفان اتفاق افتاد و پرسئوس با استفاده از سر مدوسا (که آن را همراه خود نگه داشته بود)، فینئوس را به سنگ تبدیل کرد.